# Jernpillen i Delhi
Jernpillen i Delhi er en af verdens mest spektakulære metallurgiske kuriositeter, der står i det berømte Qutb compleks.
Pillen er næsten 7 meter høj og har en masse på mere end 6 tons. Den blev rejst af Chandragupta II Vikramaditya (375–414). Pillen er det eneste der er tilbage efter Hindu-templet, som var der før det blev ødelagt af Qutb-ud-din Aybak, som i stedet byggede Qutub-minareten og Quwwat-ul-Islam moskéen. Qutub byggede moskéen rundt om pillen.
Pillen består af 98% smedejern af ren kvalitet og sandsynligvis omkring 2% fosfor – og den er et eksempel på de forhistoriske indiske jernsmedes store kunnen i håndtering af jern. Pillen har tiltrukket mange arkæologers og metallurgers interesse, da den har modstået 1.600 års korrosion på trods af vejrets påvirkning.